# Carlo Janka
Carlo Janka (ur. 15 października 1986 w Obersaxen) – szwajcarski narciarz alpejski, mistrz olimpijski, dwukrotny medalista mistrzostw świata oraz zdobywca Pucharu Świata.

## Kariera
Pierwszy raz na arenie międzynarodowej Carlo Janka pojawił się 8 grudnia 2001 roku w Sulden, gdzie w zawodach FIS Race w slalomie zajął 24. miejsce. W lutym 2005 roku brał udział w mistrzostwach świata juniorów w Bardonecchii, gdzie był między innymi dziewiąty w biegu zjazdowym i szesnasty w supergigancie. Na rozgrywanych rok później mistrzostwach świata juniorów w Quebecu zdobył brązowy medal w gigancie. Na tej samej imprezie zajął także siódme miejsce w supergigancie.
W zawodach Pucharu Świata zadebiutował 21 grudnia 2005 roku w Kranjskiej Gorze, gdzie nie ukończył giganta. Pierwsze pucharowe punkty wywalczył 17 grudnia 2006 roku w Alta Badia, zajmując dwudzieste miejsce w tej samej konkurencji. Blisko dwa lata później, 29 listopada 2008 roku w Lake Louise, pierwszy raz stanął na podium, zajmując drugie miejsce w zjeździe. W zawodach tych rozdzielił Włocha Petera Filla oraz Hansa Olssona ze Szwecji. W sezonie 2008/2009 na podium stawał jeszcze trzy razy, w tym 13 grudnia 2008 roku w Val d’Isère wygrał giganta, a 16 stycznia 2009 roku w Wengen był najlepszy w superkombinacji. Ostatecznie w klasyfikacji generalnej zajął siódme miejsce, a w klasyfikacji kombinacji zdobył Małą Kryształową Kulę. W lutym 2009 roku wystartował na mistrzostwach świata w Val d’Isère, zdobywając dwa medale. Najpierw zdobył brązowy medal w zjeździe, w którym o 0,17 sekundy wyprzedził go John Kucera z Kanady, a o 0,13 sekundy szybszy był jego rodak, Didier Cuche. Sześć dni później wystartował w gigancie, w którym prowadził po pierwszym przejeździe z przewagą 0,48 sekundy nad Austriakiem Benjaminem Raichem. W drugim przejeździe uzyskał dopiero dwunasty wynik, wystarczyło to jednak do zwycięstwa. Ostatecznie wyprzedził Raicha o 0,71 sekundy i Teda Ligety'ego z USA o 0,99 sekundy.
Najważniejszym punktem sezonu 2009/2010 były igrzyska olimpijskie w Vancouver. Szwajcar sięgnął tam po złoty medal w gigancie, wygrywając pierwszy przejazd i uzyskując trzeci wynik w drugim przejeździe. Pozostałe miejsca na podium zajęli Norwegowie: Kjetil Jansrud ze stratą 0,39 sekundy oraz Aksel Lund Svindal ze stratą 0,61 sekundy. Na tej samej imprezie Janka był też między innymi ósmy w supergigancie i czwarty w superkombinacji, walkę o medal przegrywając 0,22 sekundy ze swym rodakiem, Silvanem Zurbriggenem. W zawodach pucharowych wielokrotnie stawał na podium, w tym sześć razy zwyciężał: w dniach 4-6 grudnia w Beaver Creek był kolejno najlepszy w superkombinacji, zjeździe i gigancie, 16 stycznia w Wengen i 10 marca w Garmisch-Partenkirchen wygrywał zjazdy, a 12 marca w Ga-Pa ponownie zwyciężył w gigancie. Wyniki te dały mu zwycięstwo w klasyfikacji generalnej, został tym samym pierwszym Szwajcarem od 18 lat, który zdobył Puchar Świata (w sezonie 1991/1992 najlepszy był Paul Accola). Zajął ponadto drugie miejsca w klasyfikacjach zjazdu, giganta i kombinacji.
Z mistrzostw świata z Garmisch-Partenkirchen w 2011 roku wrócił bez medalu. Wystąpił tam w gigancie i supergigancie, w obu przypadkach kończąc rywalizację na siódmym miejscu. Tuż po zakończeniu mistrzostw Janka przeszedł operację serca po tym, jak podczas wysiłku jego serce zaczęło bić nieregularnie. Już dziesięć dni później wrócił do rywalizacji pucharowej i odniósł swoje jedyne zwycięstwo w sezonie 2010/2011, 5 marca 2011 roku w Kranjskiej Gorze wygrywając giganta. Poza tym jeszcze cztery razy stawał na podium: 28 listopada w Lake Louise był drugi w supergigancie, 14 stycznia w Wengen był drugi w superkombinacji, dzień później był trzeci w zjeździe, a 6 lutego w Hinterstoder zajął trzecie miejsce w gigancie. W klasyfikacji generalnej był tym razem trzeci, ustępując tylko Chorwatowi Ivicy Kosteliciowi i Didierowi Cuche'owi. Był też piąty w klasyfikacji giganta oraz szósty w supergigancie i kombinacji.
Przez trzy kolejne lata osiągał słabsze wyniki, plasując się poza czołową dziesiątką klasyfikacji generalnej. W tym czasie tylko raz stanął na podium, 18 stycznia 2013 roku w Wengen zajmując trzecie miejsce w superkombinacji. W lutym 2013 roku wystąpił na mistrzostwach świata z Schladming, gdzie zajął ósme miejsce w superkombinacji, 19. miejsce w gigancie i 25. w supergigancie. Na rozgrywanych rok później igrzyskach olimpijskich w Soczi był szósty w zjeździe, ósmy w superkombinacji i trzynasty w gigancie.
Dziesiąte w karierze i pierwsze od czterech lat zwycięstwo w zawodach Pucharu Świata odniósł 16 stycznia 2015 roku w Wengen, gdzie po raz kolejny wygrał superkombinację. Dwa dni później w tej samej miejscowości Janka zajął trzecie miejsce w gigancie, przegrywając tylko z Austriakiem Hannesem Reicheltem i swym rodakiem, Beatem Feuzem. Ponadto kilkukrotnie plasował się w czołowej dziesiątce, co dało mu drugie w karierze zwycięstwo w klasyfikacji superkombinacji. W 2015 roku brał także udział w mistrzostwach świata z Vail/Beaver Creek, gdzie zajął między innymi szóste miejsce w superkombinacji oraz dziewiąte w zjeździe.
W 2010 otrzymał nagrodę Skieur d’Or, przyznawaną przez Międzynarodowe Stowarzyszenie Dziennikarzy Narciarskich. Kilkukrotnie zdobywał medale mistrzostw Szwajcarii, jednak nigdy nie zwyciężył.
15 stycznia 2022 r. w szwajcarskim Wengen zaliczył swój ostatni występ w Pucharze Świata, tym samym kończąc karierę.

## Osiągnięcia

### Igrzyska olimpijskie
| Miejsce | Dzień     | Rok  | Miejscowość | Konkurencja     | Czas biegu | Strata | Zwycięzca          |
| ------- | --------- | ---- | ----------- | --------------- | ---------- | ------ | ------------------ |
| 11.     | 15 lutego | 2010 | Vancouver   | Zjazd           | 1:54,31    | +0,71  | Didier Défago      |
| 8.      | 19 lutego | 2010 | Vancouver   | Supergigant     | 1:30,34    | +0,49  | Aksel Lund Svindal |
| 4.      | 21 lutego | 2010 | Vancouver   | Superkombinacja | 2:44,92    | +0,62  | Bode Miller        |
| 1.      | 23 lutego | 2010 | Vancouver   | Gigant          | 2:37,83    | –      | –                  |
| 6.      | 9 lutego  | 2014 | Soczi       | Zjazd           | 2:06,23    | +0,48  | Matthias Mayer     |
| 8.      | 14 lutego | 2014 | Soczi       | Superkombinacja | 2:45,20    | +1,68  | Sandro Viletta     |
| 22.     | 16 lutego | 2014 | Soczi       | Supergigant     | 1:18,14    | +1,87  | Kjetil Jansrud     |
| 13.     | 19 lutego | 2014 | Soczi       | Gigant          | 2:45,29    | +1,75  | Ted Ligety         |
| 15.     | 13 lutego | 2018 | Pjongczang  | Superkombinacja | 2:06,52    | +3,28  | Marcel Hirscher    |

### Mistrzostwa świata
| Miejsce | Dzień     | Rok  | Miejscowość       | Konkurencja     | Czas biegu | Strata | Zwycięzca           |
| ------- | --------- | ---- | ----------------- | --------------- | ---------- | ------ | ------------------- |
| 9.      | 4 lutego  | 2009 | Val d’Isère       | Supergigant     | 1:19,41    | +1,78  | Didier Cuche        |
| 3.      | 7 lutego  | 2009 | Val d’Isère       | Zjazd           | 2:07,01    | +0,17  | John Kucera         |
| 1.      | 13 lutego | 2009 | Val d’Isère       | Gigant          | 2:23,00    | –      | –                   |
| 7.      | 9 lutego  | 2011 | Ga-Pa             | Supergigant     | 1:38,31    | +1,72  | Christof Innerhofer |
| 7.      | 18 lutego | 2011 | Ga-Pa             | Gigant          | 2:10,56    | +0,92  | Ted Ligety          |
| 25.     | 6 lutego  | 2013 | Schladming        | Supergigant     | 1:23,96    | +2,77  | Ted Ligety          |
| 19.     | 9 lutego  | 2013 | Schladming        | Zjazd           | 2:01,32    | +2,59  | Aksel Lund Svindal  |
| 8.      | 11 lutego | 2013 | Schladming        | Superkombinacja | 2:56,96    | +1,69  | Ted Ligety          |
| DNS2    | 15 lutego | 2013 | Schladming        | Gigant          | 2:28,92    | –      | Ted Ligety          |
| 12.     | 5 lutego  | 2015 | Vail/Beaver Creek | Supergigant     | 1:15,68    | +0,82  | Hannes Reichelt     |
| 9.      | 7 lutego  | 2015 | Vail/Beaver Creek | Zjazd           | 1:43,18    | +0,67  | Patrick Küng        |
| 6.      | 8 lutego  | 2015 | Vail/Beaver Creek | Superkombinacja | 2:36,10    | +0,70  | Marcel Hirscher     |
| 11.     | 13 lutego | 2015 | Vail/Beaver Creek | Gigant          | 2:34,16    | +2,23  | Ted Ligety          |
| 8.      | 9 lutego  | 2017 | Sankt Moritz      | Supergigant     | 1:25,38    | +0,99  | Erik Guay           |
| 28.     | 12 lutego | 2017 | Sankt Moritz      | Zjazd           | 1:38,91    | +1,73  | Beat Feuz           |
| 7.      | 13 lutego | 2017 | Sankt Moritz      | Superkombinacja | 2:26,33    | +0,68  | Luca Aerni          |
| 22.     | 17 lutego | 2017 | Sankt Moritz      | Gigant          | 2:13,31    | +2,20  | Marcel Hirscher     |
| 35.     | 9 lutego  | 2019 | Åre               | Zjazd           | 1:19,98    | +2,40  | Kjetil Jansrud      |
| 18.     | 11 lutego | 2019 | Åre               | Superkombinacja | 1:47,71    | +2,13  | Alexis Pinturault   |

### Mistrzostwa świata juniorów
| Miejsce | Dzień     | Rok  | Miejscowość  | Konkurencja | Czas biegu | Strata | Zwycięzca            |
| ------- | --------- | ---- | ------------ | ----------- | ---------- | ------ | -------------------- |
| 9.      | 23 lutego | 2005 | Bardonecchia | Zjazd       | 1:25,58    | +1,35  | Rok Perko            |
| 22.     | 24 lutego | 2005 | Bardonecchia | Slalom      | 1:24,10    | +3,69  | Filip Trejbal        |
| 16.     | 25 lutego | 2005 | Bardonecchia | Supergigant | 1:25,20    | +1,10  | Michael Gmeiner      |
| DNF2    | 27 lutego | 2005 | Bardonecchia | Gigant      | 2:10,28    | –      | Michael Gmeiner      |
| DNF     | 2 marca   | 2006 | Québec       | Zjazd       | 1:27,26    | –      | Christopher Beckmann |
| 7.      | 4 marca   | 2006 | Québec       | Supergigant | 1:11,81    | +0,42  | Michael Sablatnik    |
| DNF1    | 5 marca   | 2006 | Québec       | Slalom      | 1:32,98    | –      | Mikkel Bjørge        |
| 3.      | 6 marca   | 2006 | Québec       | Gigant      | 2:20,50    | +0,91  | Stefan Guay          |

### Puchar Świata

#### Miejsca w klasyfikacji generalnej
- sezon 2006/2007: 130.
- sezon 2007/2008: 64.
- sezon 2008/2009: 7.
- sezon 2009/2010: 1.
- sezon 2010/2011: 3.
- sezon 2011/2012: 24.
- sezon 2012/2013: 48.
- sezon 2013/2014: 18.
- sezon 2014/2015: 10.
- sezon 2015/2016: 9.
- sezon 2016/2017: 12.
- sezon 2018/2019: 58.
- sezon 2019/2020: 28.
- sezon 2020/2021: 61.
- sezon 2021/2022: 116.

#### Miejsca na podium chronologicznie
| Nr  | Dzień           | Rok  | Miejscowość            | Konkurencja       | Czas biegu | Lok. | Strata | Zwycięzca           |
| --- | --------------- | ---- | ---------------------- | ----------------- | ---------- | ---- | ------ | ------------------- |
| 1.  | 29 listopada    | 2008 | Lake Louise            | zjazd             | 1:47,48    | 2.   | +0,08  | Peter Fill          |
| 2.  | 13 grudnia      | 2008 | Val d’Isère            | gigant            | 2:22,73    | 1.   | –      | –                   |
| 3.  | 16 stycznia     | 2009 | Wengen                 | superkombinacja   | 2:34,16    | 1.   | –      | –                   |
| 4.  | 22 lutego       | 2009 | Sestriere              | superkombinacja   | 2:26,41    | 3.   | +0,68  | Romed Baumann       |
| 5.  | 25 października | 2009 | Sölden                 | gigant            | 2:22,40    | 3.   | +0,95  | Didier Cuche        |
| 6.  | 28 listopada    | 2009 | Lake Louise            | zjazd             | 1:50,93    | 3.   | +0,62  | Didier Cuche        |
| 7.  | 4 grudnia       | 2009 | Beaver Creek           | superkombinacja   | 2:32,26    | 1.   | –      | –                   |
| 8.  | 5 grudnia       | 2009 | Beaver Creek           | zjazd             | 1:43,49    | 1.   | –      | –                   |
| 9.  | 6 grudnia       | 2009 | Beaver Creek           | gigant            | 2:29,44    | 1.   | –      | –                   |
| 10. | 18 grudnia      | 2009 | Val Gardena            | supergigant       | 1:38,47    | 2.   | +0,12  | Aksel Lund Svindal  |
| 11. | 15 stycznia     | 2010 | Wengen                 | superkombinacja   | 2:36,33    | 2.   | +0,37  | Bode Miller         |
| 12. | 16 stycznia     | 2010 | Wengen                 | zjazd             | 2:32,23    | 1.   | –      | –                   |
| 13. | 10 marca        | 2010 | Garmisch-Partenkirchen | zjazd             | 1:58,45    | 1.   | –      | –                   |
| 14. | 12 marca        | 2010 | Garmisch-Partenkirchen | gigant            | 2:20,87    | 1.   | –      | –                   |
| 15. | 28 listopada    | 2010 | Lake Louise            | supergigant       | 1:32,38    | 2.   | +0,07  | Tobias Grünenfelder |
| 16. | 14 stycznia     | 2011 | Wengen                 | superkombinacja   | 2:41,02    | 2.   | +0,58  | Ivica Kostelić      |
| 17. | 15 stycznia     | 2011 | Wengen                 | zjazd             | 2:31,67    | 3.   | +0,39  | Klaus Kröll         |
| 18. | 6 lutego        | 2011 | Hinterstoder           | gigant            | 2:46,64    | 3.   | +0,20  | Philipp Schörghofer |
| 19. | 5 marca         | 2011 | Kranjska Gora          | gigant            | 2:27,05    | 1.   | –      | –                   |
| 20. | 18 stycznia     | 2013 | Wengen                 | superkombinacja   | 2:43,11    | 3.   | +1,49  | Alexis Pinturault   |
| 21. | 16 stycznia     | 2015 | Wengen                 | superkombinacja   | 2:29,31    | 1.   | –      | –                   |
| 22. | 18 stycznia     | 2015 | Wengen                 | zjazd             | 2:36,28    | 3.   | +0,14  | Hannes Reichelt     |
| 23. | 23 stycznia     | 2016 | Kitzbühel              | zjazd             | 1:53,02    | 3.   | +0,65  | Peter Fill          |
| 24. | 7 lutego        | 2016 | Jeongseon              | supergigant       | 1:26,16    | 1.   | –      | –                   |
| 25. | 19 grudnia      | 2016 | Alta Badia             | gigant równoległy | –          | 2.   | –      | Cyprien Sarrazin    |
| 26. | 15 marca        | 2017 | Aspen                  | zjazd             | 1:33,25    | 3.   | +0,18  | Dominik Paris       |
| 27. | 30 listopada    | 2019 | Lake Louise            | zjazd             | 1:47,07    | 3.   | +0,26  | Thomas Dreßen       |
| 28. | 7 marca         | 2020 | Kvitfjell              | zjazd             | 1:48,39    | 3.   | +0,37  | Matthias Mayer      |